# Echinoptilum echinatum
Echinoptilum echinatum is een Pennatulaceasoort uit de familie van de Echinoptilidae. De wetenschappelijke naam van de soort is voor het eerst geldig gepubliceerd in 1910 door Kükenthal.